# Sergio Peris-Mencheta
Sergio Peris-Mencheta Barrio (ur. 7 kwietnia 1975 w Madrycie) – hiszpański aktor teatralny, telewizyjny i filmowy.

## Życiorys
Odnosił sukcesy w rozgrywkach w rugby, zanim w 1995 zadebiutował na scenie Sala Cuarta Pared w Madrycie w sztuce Dionísa Bayera Dioses Nocturnos. Występował potem w Teatro Universitario w Madrycie (1995), Teatro Principal w Walencji (1996/1997), Resad w Madrycie (1997), Teatro Principal w Getafe (1997) i Fundación Shakespeare w Walencji (1997), gdzie zagrał w spektaklu szekspirowskim Hamlet.
W latach 1998–2001 grał postać Dani'ego w serialu Tele 5 Al salir de clase. Na kinowym ekranie pojawił się po raz pierwszy w filmie Jara (2000). Można go było także zobaczyć w dramacie przygodowym Marynarze (Les Marins perdus, 2003) z Marie Trintignant i Audrey Tautou, telewizyjnym dramacie TV5 Monde Mata Hari (Mata Hari, la vraie histoire, 2003) w roli kapitana Vadime de Masloffa, dreszczowcy Tajni agenci (Agents secrets, 2004) u boku Vincenta Cassela i Moniki Bellucci, komedii Ty i ja (Toi et moi, 2006) i filmie biograficznym Rodzina Borgiów (Los Borgia, 2006) jako Cezar Borgia.

## Wybrana filmografia
- 2010: Resident Evil: Afterlife jako Angel Ortiz
- 2017-: Snowfall jako Gustavo „El Oso” Zapata
- 2019: Rambo: Ostatnia krew jako Hugo Martinez
- 2023: Meg 2: Głębia jako Montes